# Aeropuerto Internacional de Seattle-Boeing Field
El Aeropuerto de Seattle-Boeing Field, oficialmente conocido como Aeropuerto Internacional del Condado de King (Código IATA: BFI - Código OACI: KBFI - Código FAA: BFI), es un aeropuerto público operado por el Condado de King, ubicado cinco millas al sur del centro de Seattle, Washington. El aeropuerto a veces se conoce como KCIA (Aeropuerto Internacional del Condado de King), pero no es el identificador OACI del aeropuerto. El campo de aviación lleva el nombre del fundador de Boeing, William E. Boeing y fue construido en 1928, sirviendo como aeropuerto principal de la ciudad hasta la apertura del Aeropuerto Internacional de Seattle-Tacoma en 1944.

## Instalaciones

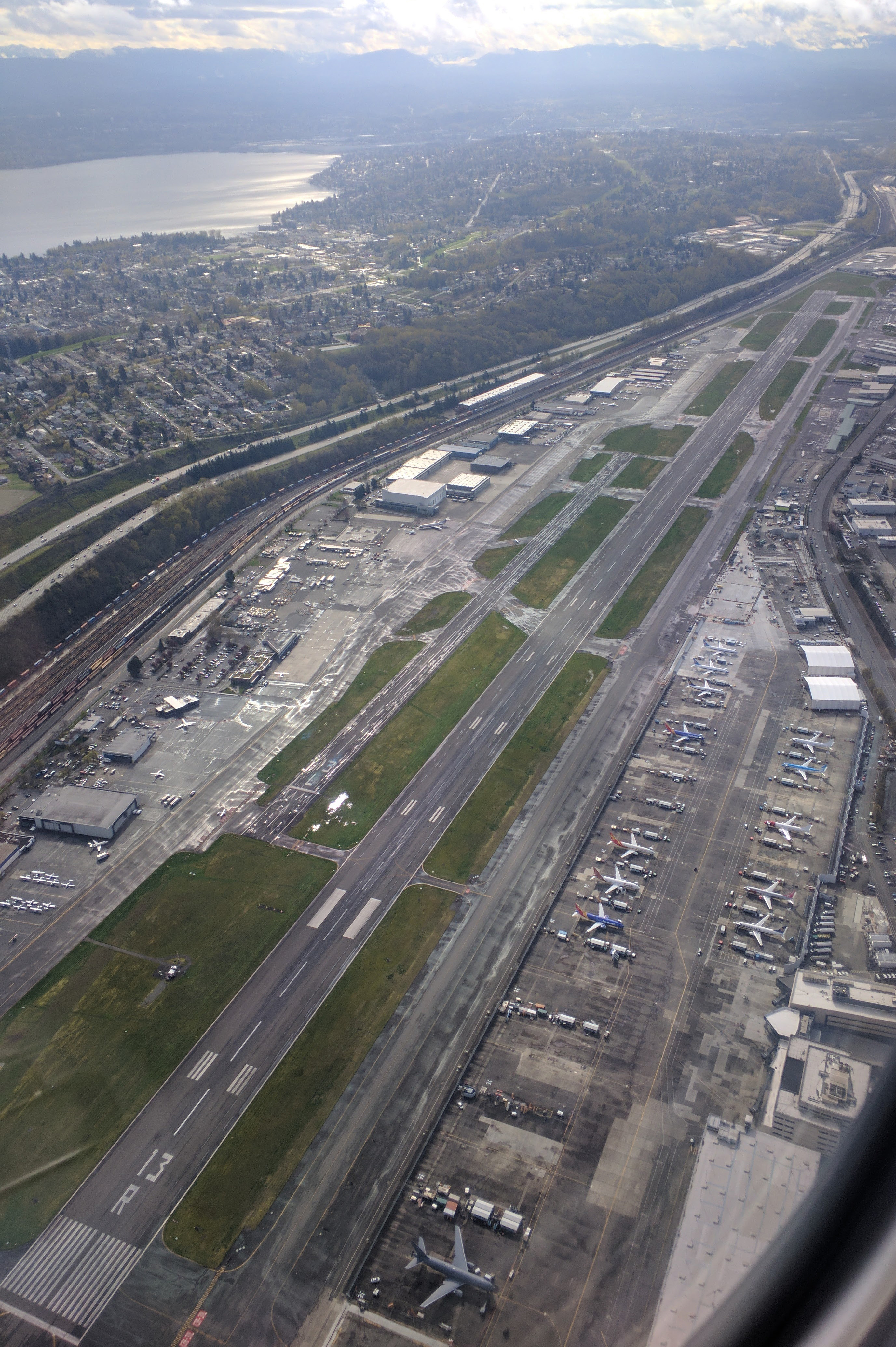
Aeropuerto de Seattle-Boeing Field.

La propiedad del aeropuerto se encuentra principalmente en Seattle, al sur del vecindario de Georgetown, con su extremo sur que se extiende hacia Tukwila, cubriendo un área de 634 acres (257 ha) a una altitud de 21 pies (6 m). Tiene dos pistas de asfalto: la 14R/32L tiene 10,007 por 200 pies (3,050 x 61 m) y la 14L/32R es 3,709 por 100 pies (1,131 x 30 m). Los números de pista se actualizaron del 13/31 al 14/32 en agosto de 2017, debido al cambio de rumbo magnético.

### The Boeing Company
The Boeing Company tiene instalaciones en el aeropuerto. Los preparativos finales para la entrega del avión Boeing 737 después del primer vuelo de prueba se realizan en Boeing Field. Las instalaciones de Boeing en el aeropuerto también incluyen un hangar de pintura e instalaciones para pruebas de vuelo. El ensamblaje inicial del 737 se realizó en Boeing Field en la década de 1960 porque la fábrica de Renton estaba desarrollando la capacidad del Boeing 707 y del Boeing 727. Después de 271 aviones, la producción se trasladó a Renton a fines de 1970.

### Museo del vuelo
El Museo del Vuelo está en la esquina suroeste del campo. Entre los aviones en exhibición se encuentran el primer Boeing 747, el tercer Boeing 787 y un Concorde ex-British Airways, prestado al museo por la aerolínea británica, dicho avión supersónico que aterrizó en Boeing Field en su primera visita a Seattle el 15 de noviembre de 1984. Las aeronaves en el aeródromo se pueden ver desde el museo.

## Aerolíneas y destinos

### Pasajeros
| Kenmore Air      | Isla Orcas, Friday Harbor, Victoria Chárter: Vancouver |
| SeaPort Airlines | Portland OR                                            |

### Carga
| AirPac Airlines     | Burlington/Mount Vernon, Everett, Eugene, Port Angeles, Portland, Sacramento-Ejecutivo, Spokane, Spokane-Felts Field, Yakima                                                        |
| Ameriflight         | Bellingham, Burlington/Mount Vernon, Condado de Nez Perce-Lewiston, Everett, Ketchikan, Moses Lake, Olympia, Omak, Pasco, Portland, Spokane, Tacoma, Walla Walla, Wenatchee, Yakima |
| SkyLink Express     | Vancouver |
| UPS Airlines        | Anchorage, Chicago-Rockford, Denver, Fargo, Louisville, Ontario, Portland OR, Spokane, Vancouver                                                                                    |
| Western Air Express | Portland |